# Військовий вишкіл
Військо́вий ви́шкіл, військо́ві табори́ — форми навчальних занять для студентів громадян України, які виявили бажання отримати військовий фаховий вишкіл. Також може проводитися в середніх загальноосвітніх школах у формі ДПЮ